# Dessislawa Stojanowa
Dessislawa Stojanowa (bulgarisch Десислава Стоянова; englisch Desislava Stoyanova; * 10. April 1992 in Berkowiza) ist eine bulgarische Biathletin.

## Karriere
Dessislawa Stojanowa gab ihr internationales Debüt 2009 im Rahmen eines IBU-Cup-Sprints in Bansko. Als Viertplatzierte gewann sie nicht nur schon im ersten Rennen Punkte und erreichte eine einstellige Platzierung, sondern verpasste nur um einen Rang eine Podestplatzierung und war auch beste nichtrussische Starterin. Es ist ihre bis heute beste Platzierung in der zweithöchsten internationalen Biathlon-Rennserie. Erstes Großereignis wurden die Biathlon-Juniorenweltmeisterschaften 2010 in Torsby, wo die Bulgarin 46. des Einzels, 27. des Sprints, 45. der Verfolgung sowie 15. mit der Staffel wurde. Kurz darauf nahm sie auch an den Juniorenrennen der Biathlon-Europameisterschaften 2010 in Otepää teil und kam auf die Ränge 42 im Einzel, 39 im Sprint und 40 im Verfolgungsrennen. Gute Platzierungen brachten Stojanowa mit Rang 14 im Einzel, vier im Sprint, sieben in der Verfolgung und sechs mit der Staffel die Biathlon-Juniorenweltmeisterschaften 2011 in Nové Město na Moravě. Es folgte die erneute Teilnahme an Juniorenrennen der Biathlon-Europameisterschaften 2011 in Ridnaun, wo sie wie bei der WM 14. des Einzels wurde, im Sprint 38. und mit der Staffel auf den neunten Platz kam. Erster Höhepunkt bei den Frauen wurden die Biathlon-Weltmeisterschaften 2011 in Chanty-Mansijsk. Stojanowa wurde 96. des Sprints, mit Nija Dimitrowa, Miroslaw Kenanow und Martin Bogdanow 25. mit der Mixed-Staffel und mit Emilija Jordanowa, Nina Klenowska und Dimitrowa 12. mit der Frauenstaffel. 
Zum Beginn der Saison 2011/12 gab sie in Hochfilzen ihr Debüt in einem reinen Weltcup-Rennen und wurde mit der Staffel 13. Zwischen 2011 und 2013 startete sie bei allen drei Biathlon-Weltmeisterschaften. In Le Grand Bornand erreichte sie 2013 mit Rang 27 in einem Sprint erstmals eine Platzierung in den Weltcup-Punkterängen.

## Statistiken

### Weltcupplatzierungen
Die Tabelle zeigt alle Platzierungen (je nach Austragungsjahr einschließlich Olympische Spiele und Weltmeisterschaften).
- 1.–3. Platz: Anzahl der Podiumsplatzierungen
- Top 10: Anzahl der Platzierungen unter den ersten zehn (einschließlich Podium)
- Punkteränge: Anzahl der Platzierungen innerhalb der Punkteränge (einschließlich Podium und Top 10)
- Starts: Anzahl gelaufener Rennen in der jeweiligen Disziplin
- Staffel: inklusive Mixed- und Single-Mixed-Staffeln

| Platzierung              | Einzel | Sprint | Verfolgung | Massenstart | Staffel | Gesamt |
| ------------------------ | ------ | ------ | ---------- | ----------- | ------- | ------ |
| 1. Platz                 |        |        |            |             |         |        |
| 2. Platz                 |        |        |            |             |         |        |
| 3. Platz                 |        |        |            |             |         |        |
| Top 10                   |        |        |            |             | 1       | 1      |
| Punkteränge              |        | 6      | 2          |             | 53      | 61     |
| Starts                   | 19     | 62     | 9          |             | 53      | 143    |
| Stand: 31. Dezember 2021 |        |        |            |             |         |        |

### Olympische Winterspiele
Ergebnisse bei Olympischen Winterspielen:
|                                             | Einzelwettbewerbe | Einzelwettbewerbe | Einzelwettbewerbe | Einzelwettbewerbe | Staffelwettbewerbe | Staffelwettbewerbe |
| Sprint                                      | Verfolgung        | Einzel            | Massenstart       | Damenstaffel      | Mixedstaffel       |                    |
| ------------------------------------------- | ----------------- | ----------------- | ----------------- | ----------------- | ------------------ | ------------------ |
| Olympische Winterspiele 2014 \| Sotschi     | 61.               | –                 | 72.               | –                 | –                  | –                  |
| Olympische Winterspiele 2018 \| Pyeongchang | 76.               | –                 | 79.               | –                 | 16.                | –                  |